# TT262
La tombe thébaine TT 262 est située à Dra Abou el-Naga, dans la nécropole thébaine, sur la rive ouest du Nil, face à Louxor en Égypte.
C'est la tombe d'un inconnu qui est surveillant des champs. La tombe date de la XVIIIe dynastie.